# Ceropegia bhutanica
Ceropegia bhutanica är en oleanderväxtart som beskrevs av Kanesuke Hara. Ceropegia bhutanica ingår i släktet Ceropegia och familjen oleanderväxter. Inga underarter finns listade i Catalogue of Life.